# Oberleitungsbus Hannover
Der Oberleitungsbus Hannover bestand aus einer Obuslinie, die vom 6. Juni 1937 bis zum 10. Mai 1958 verkehrte. Zunächst fuhr sie nur in Langenhagen, später wurde sie bis zum Lister Platz im hannoverschen Stadtteil List verlängert. Die Obuslinie ergänzte die seit 1872 bestehende Straßenbahn Hannover und wurde wie diese von der Üstra betrieben. Der Oberleitungsbus wurde nach seiner Stilllegung durch Omnibusse ersetzt.

## Geschichte
Der Oberleitungsbus verkehrte zunächst nur in der nördlich gelegenen Gemeinde Langenhagen. Die dortige Strecke schloss im Ortsteil Wiesenau an der damaligen Haltestelle Kriegsschule an die Straßenbahn an und endete am Reuterdamm. Sie war einspurig ausgeführt, 2,8 Kilometer lang und ersetzte die zuvor auf dieser Route verkehrende Straßenbahnlinie 19. Diese war verkürzt worden, da eine Erneuerung der dortigen verschlissenen Schienen zu aufwändig erschien.
Die Obusstrecke war über eine vier Kilometer lange zweispurige Betriebsstrecke mit dem Straßenbahnbetriebshof in Vahrenwald verbunden, wo die Obusse stationiert waren. Diese führte vom Endpunkt in Wiesenau an der Autobahn (heute Berliner Platz) nach Süden über die hannoversche Stadtgrenze und folgte den Straßenbahngleisen in der Vahrenwalder Straße.
Die Obus-Linie wurde als O19 bezeichnet, anfangs als eine 19 in einem Kreis geschrieben. Mit dem Zusatzbuchstaben „O“ wurden von der ÜSTRA außerdem auch alle Omnibuslinien gekennzeichnet, die eine Straßenbahnlinie ersetzten.
1949 wurde die Obus-Linie unter Nutzung eines großen Teils der Betriebsstrecke über die Vahrenwalder Straße, den Niedersachsenring und die Ferdinand-Wallbrecht-Straße bis zum Lister Platz verlängert und in O29 umbenannt. Die Linie war nun 7,9 Kilometer lang und bediente 14 Haltestellen bei einer Reisezeit von 22 Minuten.

## Fahrzeuge
Für den Oberleitungsbus Hannover wurden insgesamt acht Solowagen und ein Gelenkwagen beschafft:
| Nummer | Hersteller            | Elektrik | Baujahr | Anmerkungen |
| ------ | --------------------- | -------- | ------- | --- |
| 901    | Daimler-Benz          | AEG      | 1937    | ursprünglich Nummer 101, 1953 nach Oldenburg abgegeben |
| 902    | Daimler-Benz          | BBC      | 1937    | ursprünglich Nummer 102, Kriegsschaden 1941 |
| 903    | Stanga                | BBC      | 1940    | Gelenkwagen Typ Isotta Fraschini TS40, 1943 vom Oberleitungsbus Mailand übernommen (dort Nummer 520), 1947 Neuaufbau durch das hannoversche Karosseriebauunternehmen Adolf Emmelmann, 1949 abgestellt, nach 1954 verschrottet |
| 904    | Henschel / Kässbohrer | SSW      | 1949    | 1958 ausgemustert |
| 905    | Henschel / Kässbohrer | SSW      | 1949    | 1958 ausgemustert |
| 906    | Henschel / Kässbohrer | SSW      | 1949    | 1958 Achsbruch, Ersatzteilspender, verschrottet |
| 907    | Henschel / Kässbohrer | BBC      | 1949    | 1958 abgegeben nach Osnabrück, Umbau zum Anderthalbdecker durch Ludewig |
| 908    | Henschel / Kässbohrer | BBC      | 1949    | wie 907 |
| 909    | Henschel / Kässbohrer | BBC      | 1949    | wie 907 |